# San Antonio Jalapasco
San Antonio Jalapasco är en ort i Mexiko.   Den ligger i kommunen Aljojuca och delstaten Puebla, i den sydöstra delen av landet, 180 km öster om huvudstaden Mexico City. San Antonio Jalapasco ligger 2 515 meter över havet och antalet invånare är 251.
Terrängen runt San Antonio Jalapasco är platt västerut, men österut är den kuperad. Runt San Antonio Jalapasco är det ganska glesbefolkat, med 35 invånare per kvadratkilometer. Närmaste större samhälle är Ciudad Serdán, 12,4 km söder om San Antonio Jalapasco. Trakten runt San Antonio Jalapasco består till största delen av jordbruksmark.